# Francesco Freda
Pour les articles homonymes, voir Freda.
Francesco Freda dit « Franco », né le 6 janvier 1925 à Foligno (Italie) et mort le 7 janvier 2019 à Pistoia, est un maquilleur de cinéma italien.

## Biographie
Francesco Freda a étudié l'architecture à l' Université La Sapienza, et commence à travailler au cinéma dans les années 1940, devenant en quelques années l'un des maquilleurs les plus appréciés du cinéma italien et international.
Il a travaillé entre autres pour Michelangelo Antonioni (La Nuit, Le Désert rouge , Profession : reporter), Francesco Rosi ( Lucky Luciano, Cadavres exquis, Le Christ s'est arrêté à Eboli (film), Carmen, La Trêve), Ettore Scola (Affreux, sales et méchants , Una giornata particolare, La Terrasse, Le Dîner), Pietro Germi (L'Homme de paille, Le Disque rouge, Divorce à l'italienne), Mario Bava (Les Vampires, Le Masque du démon) et Billy Wilder (Avanti!).
Parmi les acteurs dont il s'est occupé figurent Sophia Loren, Marcello Mastroianni, Audrey Hepburn, Jack Nicholson et  Ava Gardner.

## Publications
- 50 anni allo specchio senza mai guardarsi, Gremese, 2005
- L'amore non ha fine, Azimut, 2009
- L'artigiano della bellezza, Edizioni del Rosone, 2014
- Una vita senza trucco - I miei primi 90 anni di cinema, Polistampa, 2016